# John Alsén
John Alsén, född 19 mars 1888 i Kristianstad, död 3 november 1959, var en svensk ämbetsman och justitieråd. Han var bror till Olof Alsén.

## Biografi
Alsén var son till kontorschefen Per Alsén och Petra Jönsson. Han tog postexamen i Stockholm 1907 och tog en jur.kand. 1912, och tjänstgjorde som postexpeditör 1912–1916, blev fiskal i Skånska hovrätten 1921, hovrättsassessor där 1917 samt hovrättsråd där 1926. Han var även 1918–1919 sekreterare i riksdagens lagutskott och samma år även i gruvlagstiftningskommittén, 1919–1923 i svenska sjölagskommittén. År 1923 utgav Alsén skriften Sjömanslagen.
Åren 1923–1925 var Alsén tillförordnad byråchef för lagärenden i finansdepartementet, och 1925 tillförordnad expeditionschef i kommunikationsdepartementet. År 1928 utnämndes han till jourhavande revisor i Grängesbergsbolaget och till chef för lagavdelningen i justitiedepartementet samma år.
Alsén var 1930–1932 statssekreterare i justitiedepartementet och därefter justitieråd 1932–1955. År 1950 blev Alsén ordförande på avdelning i Högsta domstolen och ledamot av lagrådet 1942.
År 1918 gifte sig Alsén med Greta Schell (1898–1984), dotter till grosshandlaren Fredrik Schell och Alfrida Andersson. Makarna Alsén är begravda på Lidingö kyrkogård.

## Utmärkelser
- Kommendör med stora korset av Nordstjärneorden, 15 november 1941.[2]
- Kommendör av första klassen av Nordstjärneorden, 17 november 1931.[3]
- Kommendör av andra klassen av Nordstjärneorden, 6 juni 1929.[4]
- Riddare av Nordstjärneorden, 1926.[5]
- Kommendör av andra graden av Danska Dannebrogorden, tidigast 1925 och senast 1928.[6][7]
- Kommendör av andra klassen Finlands Vita Ros’ orden, tidigast 1925 och senast 1928.[6][7]